# Wolf Club
Wolf Club (estilizado como W O L F C L U B) es una banda inglesa de synthwave y synth pop, formada por Steven Wilcoxson (productor, guitarrista y compositor), Chris Paul-Martin (productor, vocalista y compositor) y Tim Hartwell (DJ).

## Biografía
Según Steven Wilcoxson, los tres integrantes son amigos desde la infancia y a menudo escribían canciones y actuaban juntos. Fue en 2013 cuando se interesaron por el synthwave y probaron diferentes estilos y técnicas de escritura, hasta que finalmente se decidieron por su estilo actual. Wilcoxson aseguró que su interés por esta música se debe a que, en su opinión, «tiene una cualidad emocional que otros géneros simplemente no pueden igualar, tal vez debido a la sensación nostálgica que emana». Ellos se vieron influenciados por bandas y artistas como The Midnight,  Timecop1983 o Electric Youth, entre otras, así como por las bandas sonoras de películas y videojuegos de ordenador de su juventud.
Lanzaron su álbum debut W O L F C L U B en junio de 2017. Un año más tarde la banda firmó con Time Slave Recordings y publicaron su segundo álbum, Chasing The Storm, en junio de 2018. «Summer Lights» fue su primer sencillo y se convirtió en el número 2 en la lista Amazing Radio. Antes de finalizar el año firmaron un contrato con New Retro Wave Recordings, y en noviembre de 2018 publicaron su tercer álbum de estudio, Infinity. Wolf Club se ha reproducido en BBC Radio varias veces. El 2 de agosto de 2019 vio la luz su cuarto álbum, Frontiers. Este álbum alcanzó el puesto número 8 en el Reino Unido y el número 9 en la lista de descargas de iTunes de Estados Unidos.
En 2020 la banda editó Runaways, su quinto álbum de estudio, que alcanzó el número 2 en la lista electrónica de iTunes. Dos pistas de este álbum, «Rush» y «Rebels», fueron escritas para la película Infamous (2020), protagonizada por Bella Thorne y escrita y dirigida por Joshua Caldwell, aunque finalmente fueron seis las canciones que Wolf Club aportó a la BSO de dicha película, que fue número 1 de taquilla en Estados Unidos. En 2021 lanzaron Just Drive - Part 1, su sexto álbum de estudio, que contó con la colaboración vocal de Jaki Nelson, Dora Pereli y Summer Haze. De este trabajo se desprenden los sencillos «A Sea of Stars» y «Just Drive». Wolf Club planea sacar la Parte 2 durante el verano de 2021, pero dejaron prácticamente descartada una tercera parte, pues la banda ya está trabajando en su próximo álbum -que podría salir a mediados de 2022- y para el que ya tienen escritas 16 canciones, de las que aseguran que están muy contentos y son bastante fuertes, pero consideran que no encajarían en una hipotética Parte 3 de Just Drive, ya que -las nuevas canciones- van en una dirección diferente.

## Discografía

### Álbumes de estudio
- W O L F C L U B (2017)
- Chasing the Storm (2018)
- Infinity (2018)
- Frontiers (2019)
- Runaways (2020)
- Just Drive - Part 1 (5 de marzo de 2021)[5]
- Just Drive - Part 2 (30 de julio de 2021)[6]
- Desert Hearts (2023)
- Lake Street (2025)

### Sencillos
- «Summer Lights» (2018)
- «All We Live For» (2020)
- «Rebels» (2020)
- «Shiver» - del videojuego Wave Break (2020)
- «A Sea of Stars» - junto a Dora Pereli (2021)
- «Just Drive» - junto a Summer Haze (2021)
- «Flashbacks» - junto a Dora Pereli (2021)[7]
- «California Days» (2021)
- «Love & IM in '05» (2022)
- «Death of Naivety» (2023)
- «Crystalise» (2023)
- «Journey to the Second Sun» (2023)